# Журдан, Шанталь
Шанталь Журдан (фр. Chantal Jourdan) — французский политик, депутат Национального собрания Франции.

## Биография
Шанталь Журдан родилась 2 сентября 1958 года в поселке Донфрон (департамент Орн). По образованию клинический психолог. Член Социалистической партии.
С 2007 года была заместителем Жоакима Пюйо, депутата Национального собрания по 1-му округу департамента Орн. В 2008 году была избрана мэром коммуны Шамсекре.
В 2011 году Шанталь Журдан участвовала в выборах в Генеральный совета департамента Орн от кантона Донфрон, проиграла во втором туре. На муниципальных выборах в Шамсекре в 2014 году ее список потерпел поражение, и она возглавила оппозицию в местном совете.
В марте 2015 года она снова неудачно баллотируется на местных выборах, на этот раз в Совет департамента Орн от кантона Донфрон, заняв третье место и уступив как правым канадидатам, так и Национальному фронту. В 2020 году была переизбрана в муниципальный совет коммуны Шамсекре.
После избрания Жоакима Пюйо мэром Алансона 30 июня 2020 год он, в соответствии с законом о невозможности совмещения выборных должностей, сдал мандат депутата Национального собрания, который автоматически перешел к его заместителю Шанталь Журдан.
В 2022 году она баллотировалась на выборах в Национальное собрание в 2022 году в первом округе департамента Орн от левого блока NUPES и победила на этих выборах кандидата президентского большинства, получив во втором туре голосования 50,2 % голосов. В Национальном собрании Шанталь Журдан входит в состав Комиссии по устойчивому развитию и планированию территорий.

## Занимаемые выборные должности
с 03.2008 —— член совета коммуны Шамсекре 

03.2008 — 03.2014 — мэр коммуны Шамсекре

с 03.08.2020 — депутат Национального собрания Франции от 1-го избирательного округа департамента Орн 